# Tusor Péter
Tusor Péter (Gödöllő, 1967. december 11. –) történész, filológus.
Szakterülete a kora újkor (egyház-, diplomácia-, politika- és művelődéstörténet), a 15–20. századi bölcsészeti szemléletű egyháztörténet (szentszéki–magyar kapcsolatok története; vatikáni magyar kutatások, historiográfia). A Magyar Tudományos Akadémia doktora, egyetemi tanár (Pázmány Péter Katolikus Egyetem); tudományos tanácsadó, kutatócsoport-vezető (MTA-PPKE Fraknói Vilmos Római Történeti Kutatócsoport).

## Életpályája[1]
Turai származású, általános iskolai tanulmányait itt végezte, majd 1982–1986 során a kecskeméti piarista gimnázium diákja. Ezt követően 1986–1988 között teológiai tanulmányokat folytatott az Egri Érseki Hittudományi Főiskolán, valamint a Pázmány Péter Hittudományi Akadémián. 1989–1994: az Eötvös Loránd Tudományegyetem Bölcsészettudományi Karának hallgatója történelem, valamint latin nyelv és irodalom szakon. 1990–1996: az Eötvös József Collegium tagja (1994-től szeniorként). Az intézmény múltjának szellemisége nagy hatást gyakorolt rá.
Történettudományi doktori képzésben állami ösztöndíjasként 1994–1997 folyamán az ELTE BTK Doktori Iskolájában részesült. Ekkor kezdte meg máig folyamatos kutatásait – a magyarországiak mellett – római (vatikáni), itáliai és bécsi levéltárakban. Disszertációját A magyar egyházi elit és Róma kapcsolatainak ismeretlen fejezetei 1607–1685 címmel 2000-ben nyújtotta be és 2001-ben védte meg. Témavezetője R. Várkonyi Ágnes, a bizottság elnöke Bitskey István volt. 1999-től 2001-ig a Pázmány Péter Katolikus Egyetem Bölcsészettudományi Karán latintanár, majd 2001 őszétől ugyanitt adjunktus, 2007-től docens, 2023-tól egyetemi tanár.
Egyetemi habilitációs előadásait 2012 szeptemberében tartotta a Szegedi Tudományegyetemen irodalom- és kultúratudományokból. Akadémiai doktori értekezését Egy „epizód” Magyarország és a római Szentszék kapcsolataiból. Pázmány Péter esztergomi érseki kinevezése (Mikropolitikai tanulmány) címmel 2014 májusában védte meg "100%"-os minősítéssel a Magyar Tudományos Akadémia felolvasótermében. Bizottságának elnöke Orosz István, egyik opponense Péter Katalin volt. 2012-től 2017-ig az MTA-PPKE ‘Lendület’ Egyháztörténeti Kutatócsoport, 2017-től a jogutód Fraknói Vilmos Római Történeti Kutatócsoport (MTA-PPKE; ELKH-PPKE-PTE) alapítója és vezetője, 2014-től tudományos tanácsadóként. A Fraknói Kutatócsoport megalakulását a Lendület-program záróeseményén, a meghívására Magyarországra érkezett Wolfgang Reinhard előadásán jelentette be a Magyar Tudományos Akadémián 2017. május 3-án.

## Munkássága
Egyetemi oktatóként a késő középkortól a 20. századig tart előadásokat, szemináriumokat, kutatószemináriumokat, graduális és posztgraduális szinten. Szakdolgozói száma meghaladja az 50-et; 8 doktorandusza közül 6 szerzett Ph.D. fokozatot. Tudományos munkásságának számszerű dimenzióit közel harmadfélszáz tudományos közlemény jelzi. Művei hatásának és szakmai recepciójának tudománymetriai mérőszámai (2021): h-index: 22 (e-index 21); i10-index: 47; g-index: 34; független hivatkozásainak száma több, mint 1700 (ismétlődő említésekkel együtt több, mint 3000).
Munkássága gerincét hazai és külföldi szakmai folyóiratokban, évkönyvekben megjelent tanulmányok, magyar és angol nyelvű monográfiák, latin, olasz és magyar nyelvű forráskiadványok, 4 egyetemi jegyzet, tucatnyinál több hazai és nemzetközi kiadású szerkesztett kötet alkotja. Tudományszervezőként két sorozatot hozott létre és szerkeszt: a 2004-ben indult Collectanea Vaticana Hungariae-t és a 2015-ben indult Collectanea Studiorum et Textuum-ot. Előbbi sorozat a módszeres vatikáni magyar történeti kutatások fontos szakmai fóruma, a Fraknói Vilmos-féle Monumenta Vaticana Hungariae örököse. Tagja a kezdeményezésére és aktív közreműködésével a vatikáni sorozat mintájára 2009-ben elindult Publikationen der ungarischen Geschichtsforschung in Wien bécsi megjelenésű sorozat szerkesztőbizottságának.
Konferencia-részvételei, hazai és külföldi tudományos rendezvényen tartott előadásai száma 60. Külföldi konferencia szerepléseinek színterei Róma és Bécs mellett Madrid, Prága, Berlin és Cambridge. Rómában és Budapesten ő maga is több hazai és nemzetközi konferenciát, workshopot szervezett. Számos külföldi és hazai kutatási projekt résztvevője, irányítója.  
2021-ben, majd 2024-ben az MTA levelező tagjának jelölték. Ajánlói: Solymosi László, Erdő Péter, Bitskey István és Madas Edit.
Tudományos téziseinek és eredményeinek időrendi áttekintése: chronological review & scientometrics 

## Ösztöndíjai
1993-tól 2017-ig számos külföldi, illetve hazai ösztöndíjban részesült. Például:
- 1993. február–május, Bécs, Österreichischer Akademischer Austauschdienst
- 1997. november–1998 április, Róma, Magyar Ösztöndíjbizottság
- 1998. május–augusztus, Bécs, Österreichischer Akademischer Austauschdienst
- 2006. június-augusztus, Róma, Állami Eötvös Ösztöndíj
- 2001–2004: Országos Tudományos Kutatási Alapprogramok Posztdoktori Ösztöndíj
- 2001–2004: MTA Bolyai János Kutatói Ösztöndíj
- 2008–2011: MTA Bolyai János Kutatói Ösztöndíj

Pályázati projekttámogatások:
- 2011–2015: OTKA Nemzetközi Együttműködési Program (NN) (PPKE)
- 2012–2017: MTA "Lendület" Program (PPKE)
- 2017–2022: MTA Támogatott Kutatóhelyi Program (PPKE)
- 2022–2027: HUN-REN Támogatott Kutatóhelyi Program (PPKE-PTE)

## Főbb művei
Művei teljes listáját lásd: mtmt.hu
Könyvei Open Access  elérhetősége: institutumfraknoi.hu
- R. Várkonyi Ágnes Emlékkönyv. Születése 70. évfordulója ünnepére szerk. TUSOR PÉTER, Budapest 1998, 644 p.
- Majk és Grosbois. Kamalduli szerzetesek, Rákóczi és az Esterházyak, szerk. R. VÁRKONYI ÁGNES, munkatárs TUSOR PÉTER, Oroszlány 1999. 166 p.
- A barokk pápaság (1600–1700), Budapest 2004. 386 p.; angol nyelven: The Baroque Papacy (1600–1700), Viterbo, Sette Città 2016. 337 p.
- Magyar történeti kutatások a Vatikánban (CVH I/1 exc.), Budapest 2004. CCXXX p. + 7 melléklet
- Purpura Pannonica. Az esztergomi „bíborosi szék" kialakulásának előzményei a 17. században (CVH I/3), Budapest–Róma 2005. 334 p. + 17 melléklet (képek, facsimilék, térkép)
- Gli archivi della Santa Sede e il regno d’Ungheria (secc. 15–20). In memoriam di Lajos Pásztor CVH I/4), a cura di GAETANO PLATANIA–MATTEO SANFILIPPO–PÉTER TUSOR, Budapest–Roma 2008. XVIII + 322 p. és 16 melléklet (4 térkép, 12 kép).
- TUSOR PÉTER–NEMES GÁBOR, Consistorialia Documenta Pontificia de Regnis Sacrae Coronae Hungariae (1426–1605) (CVH I/7), Budapest–Róma 2011. LXVIII + 304 p. + mellékletek (2 kép és 1 térkép)
- Magyarország és a római Szentszék [I]. Források és távlatok (Tanulmányok Erdő bíboros tiszteletére) (CVH I/8), szerk. TUSOR PÉTER, Budapest–Róma 2012. 466 p. + 3 melléklet (képek, térkép)
- The Papal Consistories and Hungary in the 15th–16th centuries, To the history of the Hungarian Royal Patronage and Supremacy (CVH II/4), Budapest–Rome, 2012. (186 p. + térkép és facsim. mellékletekkel)
- PÉTER TUSOR–MATTEO SANFILIPPO (ed.), Il Papato e le Chiese locali – The Papacy and the local Churches (Studi di Storia delle Istituzioni Ecclesiastiche 4), Viterbo,  Sette Città, 2014. 486. p.
- Cameralia Documenta Pontificia de Regnis Sacrae Coronae Hungariae (1297–1536), I–II, feltárta, szerkesztette és közreadja † LUKCSICS JÓZSEF–TUSOR PÉTER–FEDELES TAMÁS, szerkesztőtárs: NEMES GÁBOR, munkatársak: Koltai András, Kalotai Noémi, Kiss Gergely, Matus Zsanett, szaklektorok: C. Tóth Norbert, Bujdosó Ádám (CVH I/9–10), Budapest–Róma 2014. (LXIV + 384 p, 1 képmelléklettel; 488 p. + 1 térképmelléklettel)
- „Írom kegyelmednek, mint igaz magyar igaz magyarnak”. Lippay György veszprémi és egri püspök, esztergomi érsek levelei magyar arisztokratákhoz, nemesekhez (1635–1665) (Collectanea Studiorum et Textuum, vol. I/1), Budapest 2015. LIV + 544 p. + 9 melléklet (hasonmások, térkép)
- Pázmány, a jezsuita érsek. Kinevezésének története, 1615–1616 (Mikropolitikai tanulmány) (CVH I/13), Budapest–Róma 2016. 460 p. + 6 melléklet (képek, facsim., térkép)
- TÓTH KRISZTINA–TUSOR PÉTER, Inventarium Vaticanum I A Budapesti Apostoli Nunciatúra levéltára (1920–1939) (CVH I/14), Budapest–Róma 2016. LXII + 360 p.
- Magyarország és a római Szentszék II. Vatikáni magyar kutatások a 21. században (CVH I/15),, szerk. TUSOR PÉTER–SZOVÁK KORNÉL–FEDELES TAMÁS, Budapest–Róma 2017. 436 p. + (11 melléklet (7 p. műnyomó képmell., 4 térkép)
- Kánoni kivizsgálás Pázmány Péterről. Családja, katolizálása, misszionálása. (A Pázmány–Tholdy archívum irataival) (CVH II/6), feltárta, fordította, kísérő tanulmánnyal és dokumentumokkal közreadja Tusor Péter, Budapest–Róma 2017. 462 p. + 3 melléklet (2 kép, 1 térkép).
- MATTEO SANFILIPPO–PÉTER TUSOR (a cura di), Gli “angeli custodi” delle monarchie: I cardinali protettori delle nazioni  (Studi di storia delle istituzioni ecclesiastiche 7), Viterbo, Sette Città, 2018. 292 p.
- Formularium Ecclesiae Strigoniensis (Collectanea Studiorum et Textuum, vol. I/4), edendo operi praefuerunt PETRUS CARD. ERDŐ–CORNELIUS SZOVÁK–PETRUS TUSOR, Budapest  2018. LXXXIV + 880 pp. (8 facsim.).
- ROTRAUD BECKER–PÉTER TUSOR (written and edited by), “Negozio del S.r Card. Pasman”. Péter Pázmány’s Imperial Embassage to Rome in 1632 (With Unpublished Vatican Documents) (CVH II/7), Budapest–Rome 2019. pp. 482. + 3 suppl. (2x2 pictures, 4 facsimilia)
- Die Bischöfe der Donuaumonarchie 1804 bis 1918. Ein amtsbiographisches Lexikon, hg. von RUPERT KLIEBER, Band I: Die röm.kath. Kirchenprovinczen Gran, Kalocsa, Erlau im Königreich Ungarn, unter Mitarbeit von PÉTER TUSOR, Berlin, Duncker & Humblot, 2020. XVIII + 661 p.
- MATTEO SANFILIPPO–PÉTER TUSOR (a cura di), Gli agenti presso la Santa Sede delle comunità e degli stati stranieri I. secoli XV–XVIII (Studi di storia delle istituzioni ecclesiastiche 8), Viterbo, Sette Cittá 2020. 264 p.
- Lósy, Lippay, Szelepchény. Három mikrobiográfia a kora újkorból (Vatikáni kivizsgálási jegyzőkönyvek közlésével, 1625–1666) (CVH I/19), Budapest–Róma 2022. 436 p. + 4 műnyomó melléklet (3 kép, 1 térkép)
- Monumenta és Collectanea. Magyar történeti kutatások a Vatikánban (1881–2021) (CVH I/20), Budapest–Róma 2022. (20 p. + 248 p.)
- PÉTER TUSOR–ALESSANDRO BOCCOLINI (a cura di), I Barberini e l'Europa. (Acta Barberinia 5) Viterbo, Sette Città 2022.
- Magyarország és a római Szentszék III. Exquisitae lucubrationes Cornelio Szovák amicabiliter dicatae (CVH I/21), szerk. TUSOR PÉTER–KANÁSZ VIKTOR, Budapest–Róma 2022. 468 p. + 4 melléklet (1 p. műnyomó képmell., 3 térkép)
- ALESSANDRO BOCCOLINI–MATTEO SANFILIPPO–PÉTER TUSOR (a cura di), I collegi per stranieri a/e Roma nell’ età moderna. I: Cinque-Settecento, Viterbo, Sette Città 2023.
- TUSOR PÉTER–KANÁSZ VIKTOR,  Fraknói Emlékkönyv. Fraknói Vilmos (1843–1924) püspök, történész, a Magyar Tudományos Akadémia főtitkárának emlékezete (CVH I/24, Budapest–Róma 2024. xxxviii+872 p.
- SZIRTES ZSÓFIA–TUSOR PÉTER–RUPERT KLIEBER (szerk.), Magyarország egyházmegyéi és püspökei (1804–1918). Intézménytörténeti és életrajzi lexikon I–IV (Collectanea Studiorum et Textuum, vol. I/7),  Budapest 2025. (xviii+832 p. + [90] p. kommentált, ff. és színes képmelléklet

## Díja
Munkásságát, egyházi szakterületen végzett kiemelkedő tudományos tevékenységét a magyar állam 2016-ban Fraknói Vilmos-díjjal ismerte el.